# Норри, Джордж, 2-й барон Норри
Джордж Уиллоуби Моук Норри, 2-й барон Норри  (родился 27 апреля 1936 года) — британский пэр и защитник окружающей среды. Он пилотировал важное законодательство о национальных парках и обязательном плавании для обеспечения безопасности воды для детей школьного возраста. Он имеет длинный послужной список как чемпион экологического добровольного сектора.

## Ранняя жизнь и военная карьера
Родился 27 апреля 1936 года. Старший сын Чарльза Уиллоби Мока Норри, 1-го барона Норри (1893—1977), бывшего губернатора Южной Австралии и 8-го генерал-губернатора Новой Зеландии. Он унаследовал титул, когда его отец умер 25 мая 1977 года, заняв место на скамейках консерваторов в Палате лордов. Его матерью была Джослин Хелен Гослинг (? — 1938), дочь Ричарда Генри Гослинга и Кэтлин Мэри Суиннертон Дайер.
Джордж Норри получил образование в Итоне и Королевском военном колледже в Сандхерсте, а в 1956 году был зачислен в 11-й гусарский полк (Собственный принца Альберта). Он служил в Северной Ирландии, Адене в качестве адъютанта в Ближневосточном командовании C в C, Германия на полковой службе и в качестве GSO3 (разведка) 4-й гвардейской бригады. Он подал в отставку в 1970 году, чтобы создать питомник и садовый центр.

## Профессиональная деятельность

### Садовые центры
Вместе со своим голландским деловым партнером Хансом Оверейндером Джордж Норри управлял Fairfield Nurseries (Hermitage) Ltd с 1970 по 1989 год, когда бизнес был куплен Hilliers of Winchester Ltd. Проблемы в торговле садовыми центрами привели к теме его первой речи в Палате лордов по вопросу, который затронул садовые центры, призывая к реформе законов о воскресной торговле (13 марта 1979 года). Воскресная торговля была окончательно легализована в 1994 году после 26 попыток.

## Политическая карьера

### Палата лордов и окружающая среда
В 1988 году барон Норри был в авангарде того, чтобы почти 10 000 детей приняли участие в школьном конкурсе, направленном на освещение потери английского вяза голландской болезнью вяза. Профессор Дэвид Беллами вручил премии в питомниках Фэрфилда и призвал Норри принять зеленое дело в парламенте. В 1987 году он стал президентом Британского фонда добровольцев охраны природы (ныне The Conservation Volunteers), сменив Дэвида Беллами (до 2014 года). В 1990 году он стал вице-президентом Совета деревьев (до 1992 года) и Совета национальных парков (ныне Кампания за национальные парки.) В течение 4 лет с 1988 года он был членом Комитета по отбору европейских сообществ (подкомитет F Окружающая среда) и участвовал в различных докладах, включая Доклад 1989 года о среде обитания и защите видов.

### Новаторское законодательство
В апреле 1991 года барон Норри спонсировал законопроект частного члена о плавании и безопасности на воде от имени Королевского общества спасения жизни (RLSS). За 3 года до 1991 года 200 детей в возрасте до 15 лет умерли от утопления, 80 % из них не умели плавать. Законопроект, который он спонсировал, стал законом в 1994 году в соответствии с законом, что означает, что с тех пор плавание и безопасность на воде были частью национальной учебной программы по физическому воспитанию в Англии.
В 1991 году в докладе Комиссии по сельскому хозяйству под председательством профессора Рона Эдвардса был рекомендован ряд мер по улучшению охраны и управления национальными парками Англии и Уэльса. «Fit for the Future» включала рекомендацию о том, что национальные парки должны иметь независимые органы для их управления. В отсутствие правительственного законодательства Норри выдвинул законопроект частного члена с этой единственной целью, поддержанный национальной кампанией, возглавляемой сэром Крисом Бонингтоном, президентом Совета по национальным паркам в то время. Норри внес его в парламент 16 марта 1994 года. Законопроект исчерпал время, но привел к тому, что положения о национальных парках были включены в Закон об окружающей среде 1995 года. Норри внес более широкий вклад в обсуждение мер в рамках широкого законодательства.
Норри сыграл важную роль в обеспечении экологической безопасности в принятие закона О приватизации коммунальных услуг: воды акта (3 поправки, и будем 1989); акт об электричестве (две поправки выиграл 1989) и угольной промышленности акта (одна поправка 1990) . В 1993 году Норри выиграл Грин Хаус (теперь зеленая лента) политической премии в Палате лордов: «для признания и поощрения вклада политиков в защиту окружающей среды за счет их активности на Вестминстера и Брюсселя».

### Другие роли в добровольном секторе
У сына Норри, Марка, в подростковом возрасте было диагностировано состояние, приводящее к почечной недостаточности. В 1994 году Норри вступил в Национальную федерацию почек, позже став ее президентом (до 2001 года). Он настаивал на создании независимой комиссии для изучения методов увеличения донорства органов (например, по предполагаемому согласию), которая была введена в Уэльсе в Законе о трансплантации человека 2013 года. В Англии это происходит с мая 2020 года, а год спустя в Шотландии.

### Реформа Палаты лордов
В 1999 году, спустя 500 лет, Закон Палаты лордов 1999 года удалил всех, кроме 42 консервативных наследственных пэров, со своих мест в Палате лордов. 42 были выбраны путем голосования, и лорд Норри не был одним из них, не дотянув всего на один голос.
Норри продолжал работать на охрану окружающей среды, как и волонтеры охраны природы. Его мемуары «Порталы открытий» были опубликованы в 2016 году. Он живет в Дамфришире, Шотландия, и является покровителем Ассоциации национальных парков Галлоуэя, которая стремится создать Галлоуэй как третий национальный парк Шотландии.

## Семья
10 апреля 1964 года Джордж Норри женился первым браком на Селии Маргарет Манн (род. 21 сентября 1943), дочери майора Джона Пелхэн Манна и Энн Маргерит Брокбанк. Супруги оформили развод в 1997 году. У них было один сын и две дочери:
- Достопочтенная Клэр Маргарет Норри  (род. 6 мая 1966), муж с 1995 года ричард Стэнтон, от брака с которым у неё один сын
- Достопочтенная Джулия Джослин Норри  (род. 19 февраля 1968), муж с 1998 года Оливер Скелдинг
- Достопочтенный Марк Уиллоуби Джон Норри  (род. 31 марта 1972), 1-я жена с 1998 года Кэрол Стокдейл (двое сыновей), 2-я жена с 2014 года Пенелопа Мензель (один сын).

29 мая 1997 года Джордж Норри женился вторым браком на Памеле Энн Маккаффри (род. 26 ноября 1937), дочери майора сэра Артура Ральфа Уилмота, 7-го баронета, и Памелы Веры Гаррард, которая уже до этого дважды была замужем и имела троих детей.
Наследником титула барона Норри из Веллингтона в Новой Зеландии и Аптона в графстве Глостер является достопочтенный Марк Уиллоуби Джон Норри, родившийся в 1972 году.